# Ropalopus speciosus
Ropalopus speciosus är en skalbaggsart som beskrevs av Plavilstshikov 1915. Ropalopus speciosus ingår i släktet Ropalopus och familjen långhorningar. Inga underarter finns listade i Catalogue of Life.